# Plate-forme pétrochimique de Carling
La Plate-forme pétrochimique de Carling est située à Saint-Avold en Moselle. Elle emploie environ 580 salariés et 250 intervenants extérieurs. Depuis 2013, les industriels se sont rassemblés dans l'association des industriels de la plateforme de Carling-Saint-Avold (AIPCSA, SIREN: 810 353 144), sous le nom Plateforme Chemesis pour développer l'attractivité du site.
Elle assure la production de produits de la chimie industrielle, dont : 
- Les acrylates, qui entrent dans la composition des vernis, encres, peintures, colles, textiles, lentilles de contact et matériaux plastiques.
- Les polymères superabsorbants, qui s’utilisent dans les produits d’hygiène (couches pour bébé, hygiène féminine et médicale) et la câblerie.
- Le verre acrylique, qui est utilisé pour la fabrication des enseignes lumineuses, des baignoires, des feux arrière d'automobiles, des écrans de téléphones portables et de meubles au design contemporain.

Elle a versé une taxe professionnelle aux collectivités locales de 11,4 millions d'euros en 2006.